# Leonie Benesch
Leonie Benesch (* 22. dubna 1991, Hamburk) je německá herečka. Za hlavní roli ve snímku Sborovna (2023) získala německou filmovou cenu.

## Život
Narodila se v Hamburku, ale vyrostla v Tübingenu. Její otec pochází z Rumunska a je fyzik, matka je Němka. Nejprve navštěvovala svobodnou waldorfskou školu, poté studovala na škole Rudolfa Steinera v Bielefeldu. Herectví vystudovala také v Londýně na Guildhall School of Music and Drama (2013–2016).

## Herecká tvorba
První herecký úspěch je spojen s filmem Bílá stuha Michaela Hanekeho, od kterého si Benesch zahrála ve více než třiceti filmových a seriálových rolích. Výraznou roli v její kariéře znamenala role Grety Overbeck v seriálu Babylon Berlín. Vrcholem dosavadní herecké dráhy je role polské učitelky ve filmu Sborovna režiséra İlkera Çataka, za kterou v roce 2023 získala německou filmovou cenu.

## Filmografie
- 2007: Beauty Bitch
- 2009: Bílá stuha (Das weiße Band – Eine deutsche Kindergeschichte)
- 2010: Picco
- 2013: Nebezpečná posedlost (TV film)
- 2017: Babylon Berlín (seriál)
- 2019: Koruna (seriál)
- 2021: Cesta kolem světa za 80 dní (seriál)
- 2023: Abysses (seriál)
- 2023: Sborovna (Das Lehrezimmer)
- 2024: September 5
- 2025: Noční směna (Heldin)